# Трева (сериал)
„Трева“ (на английски: Weeds) е американски сериал, който дебютира през 2005 г. Сюжетът се върти около овдовяла домакиня от богаташко предградие, която става дилър на марихуана, за да свързва двата края.
На 10 ноември 2011 г. е обявено, че сериалът е подновен за осми сезон с 13 епизода с премиера на 1 юли 2012 г. На 13 юни 2012 г. е обявено, че осмият сезон ще бъде последен.

## „Трева“ в България
В България сериалът се излъчва от 2006 г. по Нова телевизия. На 24 септември 2008 г. започва втори сезон и завършва през същата година.
На 23 ноември 2007 г. започва повторно излъчване по GTV, всеки петък от 21:00 по два епизода един след друг. На 4 април 2009 г. от 22:30 започва втори сезон, всяка събота и неделя от 22:00 по два епизода. На 1 октомври трети сезон започва по обновения bTV Comedy, всеки делник от 23:30 с различен актьорски екип от предишните два и приключва на 21 октомври. На 22 октомври започва четвърти сезон и завършва на 9 ноември. На 3 март 2012 г. започва пети сезон, всяка събота и неделя от 22:00 по два епизода и приключва на 24 март, последван от шести сезон, който завършва на 14 април. На 13 януари 2013 г. започва седми сезон, всяка събота и неделя от 22:30. След повторенията му на 13 февруари 2014 г. започва осми сезон, всеки делник от 19:30 и приключва на 3 март.
Ролите се озвучават от артистите Венета Зюмбюлева, Христина Ибришимова, Силви Стоицов, Мартин Герасков от седми сезон и Стефан Димитриев. В трети и четвърти сезон ролите се озвучават от Светлана Смолева, Даринка Митова, Георги Тодоров и Явор Караиванов.

### Издания на DVD в България
Първи, втори, трети и четвърти сезон са издадени със субтитри на български от „Прооптики“.